# Concierto aniversario
Concierto aniversario es un álbum en vivo del cantautor uruguayo Jaime Roos editado en el año 1998, para conmemorar sus veinte años dedicados a la música. Fue grabado en vivo en el Teatro Solís en 1997, bajo el sello Sony Music. A éste debemos agregar el DVD Que te abrace el viento, editado en el año 2003, en el que se le agrega una canción más, que es Expreso Horizonte, a las ya editadas en el disco. En el mismo se mezclan música e imágenes de la ciudad de Montevideo.

## Lista de temas
1. Si me voy antes que vos
2. Victoria Abaracón
3. El hombre de la calle
4. Cuando juega Uruguay
5. Las luces del Estadio
6. Se va la murga
7. Piropo
8. Los futuros murguistas
9. Los Olímpicos
10. Esta noche
11. Cometa de La Farola
12. Nadie me dijo nada
13. Bienvenido
14. El tambor
15. Tal vez Cheché
16. Durazno y Convención
17. Amándote

- Datos: Q5781019